# Eluviazione
In pedologia, l'eluviazione è un processo per cui l'acqua meteorica, una volta venuta a contatto con un suolo, comincia un movimento verso il basso durante il quale trascina con sé minerali, argilla, ma anche elementi chimici che vengono messi in soluzione e successivamente traslocati.

Gli orizzonti interessati da questo processo (orizzonti eluviali) manifestano quindi impoverimenti in questi componenti; spesso appaiono sbiancati o ingrigiti, dato che gli unici minerali rimasti in loco sono minerali primari come i silicati (che hanno per l'appunto colori smorti).
La presenza di un orizzonte eluviale si accompagna, dunque, a quella di un orizzonte illuviale, dove si accumulano gli elementi o i minerali traslocati dall'alto.